# Pseuduvaria hylandii
Pseuduvaria hylandii Jessup – gatunek rośliny z rodziny flaszowcowatych (Annonaceae Juss.). Występuje naturalnie w Australii – w północno-wschodniej części stanu Queensland. 

## Morfologia
PokrójZimozielone drzewo dorastające do 13 m wysokości.
LiścieMają eliptyczny lub lancetowaty kształt. Mierzą 6–20 cm długości oraz 2–6 cm szerokości. Nasada liścia jest rozwarta lub ostrokątna. Blaszka liściowa jest całobrzega o ostrym lub spiczastym wierzchołku. Ogonek liściowy jest nagi i dorasta do 4–10 mm długości.
KwiatyJednopłciowe, pojedyncze lub zebrane po 2–4 w pęczki, rozwijają się w kątach pędów lub bezpośrednio na gałęziach (kaulifloria). Działki kielicha mają owalny kształt i dorastają do 2–4 mm długości. Płatki mają kształt od owalnego do prawie okrągłego i barwę od różowej do czerwonej, osiągają do 10–14 mm długości. Kwiaty żeńskie mają 28 owocolistków.
OwoceApokarpiczne, o odwrotnie jajowatym kształcie. Osiągają 17–23 mm długości.

## Biologia i ekologia
Rośnie w lasach i zaroślach.